# Anna Rodionova
Anna Aleksandrovna Rodionova (in russo Анна Александровна Родионова?; Joškar-Ola, 21 novembre 1996) è un'ex ginnasta russa, membro della nazionale di ginnastica artistica dal 2010 al 2015, vincitrice della medaglia di bronzo con la squadra agli Europei di Sofia nel 2014..

## Carriera

### Carriera Junior
La Rodionova fa il suo debutto in campo internazionale ai Pacific Rim Championships del 2010, dove vince la medaglia di bronzo nel concorso individuale junior. 

### 2012: Coppa del Mondo di Stoccarda
La Rodionova compete al Trofeo Città di Jesolo dove vince il bronzo con la squadra. Nonostante non venga scelta per le Olimpiadi di Londra, continua a competere e vince la medaglia d'oro con la squadra alla Coppa del Mondo di Stoccarda nel mese di novembre.

### 2013: Campionati del Mondo di Anversa
La Rodionova si classifica ottava alle parallele alla Anadia World Cup. Alla Russian Cup in agosto, vince l'argento con la squadra e si classifica quarta nel concorso individuale e sesta alle parallele. 
Viene convocata per i Campionati del Mondo di Anversa. Inizialmente, la Russia aveva deciso di mandare quattro atlete, e la Rodionova avrebbe dovuto competere solo a trave e parallele. A seguito dell'infortunio di Maria Paseka, viene però chiamata a eseguire tutti e quattro gli attrezzi. Si classifica sedicesima nel concorso individuale. Si qualifica per la finale alla trave che conclude all'ottavo posto a causa di una caduta. Viene poi scelta per competere all'Élite Gym Massilia nel mese di novembre. La Russia si classifica seconda nel concorso generale, alla trave e alle parallele, e quarta al volteggio e al corpo libero. Individualmente, si classifica quinta alle parallele e decima nel concorso individuale. Si qualifica così per il Top Massilia, dove si classifica sesta alle parallele. Alla Coppa del Mondo di Stoccarda, vince la medaglia d'argento con la squadra. 

### 2014: World Cup, Europei di Sofia
La Rodionova inizia il 2014 vincendo l'argento alle parallele alla Cottbus World Cup. Vince poi l'argento alle parallele ai Campionati Nazionali Russi in aprile e si classifica quarta con la squadra. Viene convocata a far parte della squadra nazionale russa per gli Europei di Sofia. Contribuisce al bronzo della squadra con il punteggio di 13.433 alle parallele. Alla Russian Cup in agosto si classifica quarta con la squadra e sesta alle parallele. 

### 2015: ritiro ufficiale
Nel mese di luglio, la Rodionova annuncia ufficialmente il ritiro dalle competizioni.